# Theneuil
Theneuil és un municipi francès, situat al departament de l'Indre i Loira i a la regió de Centre – Vall del Loira. L'any 2007 tenia 252 habitants.

## Demografia

### Població
El 2007 la població de fet de Theneuil era de 252 persones. Hi havia 112 famílies, de les quals 32 eren unipersonals (20 homes vivint sols i 12 dones vivint soles), 44 parelles sense fills, 32 parelles amb fills i 4 famílies monoparentals amb fills.
La població ha evolucionat segons el següent gràfic:
Habitants censats

### Habitatges
El 2007 hi havia 130 habitatges, 111 eren l'habitatge principal de la família, 13 eren segones residències i 6 estaven desocupats. Tots els 130 habitatges eren cases. Dels 111 habitatges principals, 97 estaven ocupats pels seus propietaris, 7 estaven llogats i ocupats pels llogaters i 7 estaven cedits a títol gratuït; 7 tenien dues cambres, 24 en tenien tres, 33 en tenien quatre i 47 en tenien cinc o més. 107 habitatges disposaven pel capbaix d'una plaça de pàrquing. A 40 habitatges hi havia un automòbil i a 56 n'hi havia dos o més.

### Piràmide de població
La piràmide de població per edats i sexe el 2009 era:
| Homes | Edats   | Dones |
| ----- | ------- | ----- |
| 0     | 95 o +  | 0     |
| 0     | 90 a 94 | 4     |
| 0     | 85 a 89 | 12    |
| 8     | 80 a 84 | 4     |
| 8     | 75 a 79 | 4     |
| 8     | 70 a 74 | 8     |
| 0     | 65 a 69 | 8     |
| 4     | 60 a 64 | 8     |
| 8     | 55 a 59 | 4     |
| 16    | 50 a 54 | 8     |
| 8     | 45 a 49 | 24    |
| 24    | 40 a 44 | 4     |
| 12    | 35 a 39 | 16    |
| 4     | 30 a 34 | 8     |
| 4     | 25 a 29 | 0     |
| 8     | 20 a 24 | 8     |
| 12    | 15 a 19 | 20    |
| 4     | 10 a 14 | 12    |
| 8     | 5 a 9   | 12    |
| 8     | 0 a 4   | 4     |

## Economia
El 2007 la població en edat de treballar era de 170 persones, 119 eren actives i 51 eren inactives. De les 119 persones actives 107 estaven ocupades (61 homes i 46 dones) i 12 estaven aturades (8 homes i 4 dones). De les 51 persones inactives 19 estaven jubilades, 10 estaven estudiant i 22 estaven classificades com a «altres inactius».

### Ingressos
El 2009 a Theneuil hi havia 114 unitats fiscals que integraven 278 persones, la mediana anual d'ingressos fiscals per persona era de 17.474,5 €.

### Activitats econòmiques
Dels 7 establiments que hi havia el 2007, 2 eren d'empreses de construcció, 2 d'empreses d'hostatgeria i restauració, 1 d'una empresa de serveis i 2 d'empreses classificades com a «altres activitats de serveis».
Dels 3 establiments de servei als particulars que hi havia el 2009, 1 era un electricista, 1 perruqueria i 1 restaurant.
L'any 2000 a Theneuil hi havia 14 explotacions agrícoles que ocupaven un total de 750 hectàrees.

## Equipaments sanitaris i escolars
El 2009 hi havia una escola elemental integrada dins d'un grup escolar amb les comunes properes formant una escola dispersa.

## Poblacions més properes
El següent diagrama mostra les poblacions més properes.